# لئوناردو فیبوناچی
لئوناردو فیبوناچّی (به ایتالیایی: Leonardo Fibonacci) (حدود ۱۱۷۰ م – حدود ۱۲۵۰ م) نخستین ریاضی‌دان بزرگ اروپا بود که در سده سیزدهم میلادی است. از آنجایی که زادگاه او شهر پیزا در ایتالیا بوده، به لئوناردو دا پیزا نیز معروف است. بیشتر کارهای وی مأخوذ از آثار ریاضی‌دان‌های مسلمان، به‌خصوص خوارزمی، کرجی و ابوکامل می‌باشد. از میان ۶۹ مسئلهٔ ابوکامل، بسیاری عیناً یا با اعداد تغییر یافته در آثار فیبوناچی آمده‌اند.
وی با نوشتن کتاب لیبرا آباکی در ۱۲۰۲ میلادی سیستم اعداد دهدهی و حساب خوارزمی را به اروپا معرفی کرد.

## زندگی

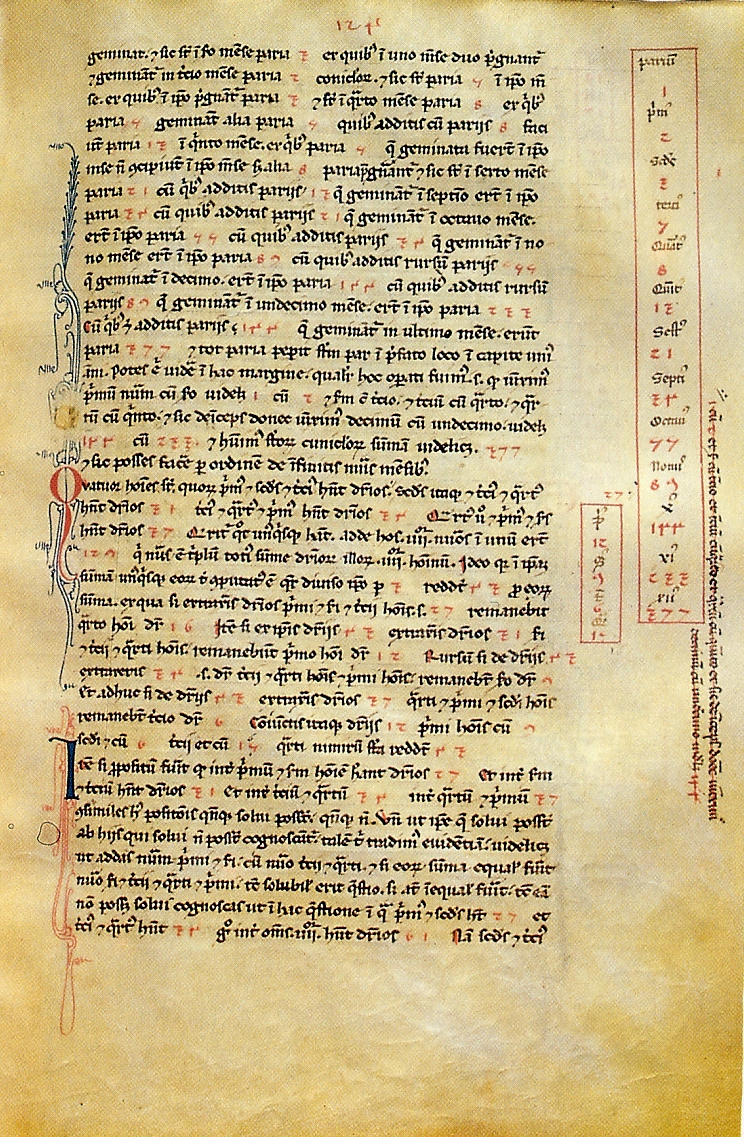
یک صفحه از کتاب تاریخی حساب (لیبر آباکی) از فیبوناتچی

لئوناردو به علت حرفه پدرش، گوگلیمو بوناتچی که بازرگانی بود، به کشورهای بسیاری از جمله مصر و سوریه و … مسافرت نمود. این سفرها او را با ریاضیات اسلامی آشنا کرد. وی که به برتری روش‌های محاسبه مسلمانان پی برده بود پس از بازگشت به زادگاه خود در سال ۱۲۰۲ حاصل آموخته‌های خود را با نوشتن لیبر آباکی (به معنای کتاب حساب) منتشر ساخت. کتاب محاسبات فیبوناچی تقریباً به‌طور انحصاری بر پایه الگوریتم‌های خوارزمی قرار داشت.
فیبوناتچی در لیبر آباکی دستگاه عددنویسی هندی-عربی را برگزید.

## دستگاه اعداد

چگونگی شکل‌گیری دنباله فیبو ناچی

معرفی دستگاه اعداد اعشاری به عنوان جایگزینی بسیار کارآمدتر به جای دستگاه اعداد رومی که استفاده از آن از زمان امپراتوری روم رایج بوده‌است از جمله مهم‌ترین کارهای این ریاضیدان بزرگ در طول زندگی‌اش بوده‌است. وی در آغاز نخستین بخش از کتاب خود به نام لیبر آباکی در مورد این دستگاه چنین می‌گوید:
«نه رقم هندی وجود دارد: ۱ ۲ ۳ ۴ ۵ ۶ ۷ ۸ ۹ که به‌وسیله آنها و همچنین علامت ۰ که در عربی صفر نامیده می‌شود می‌توان هر عددی را به شیوهای که توضیح داده خواهد شد نوشت.»